# 聖誕襪

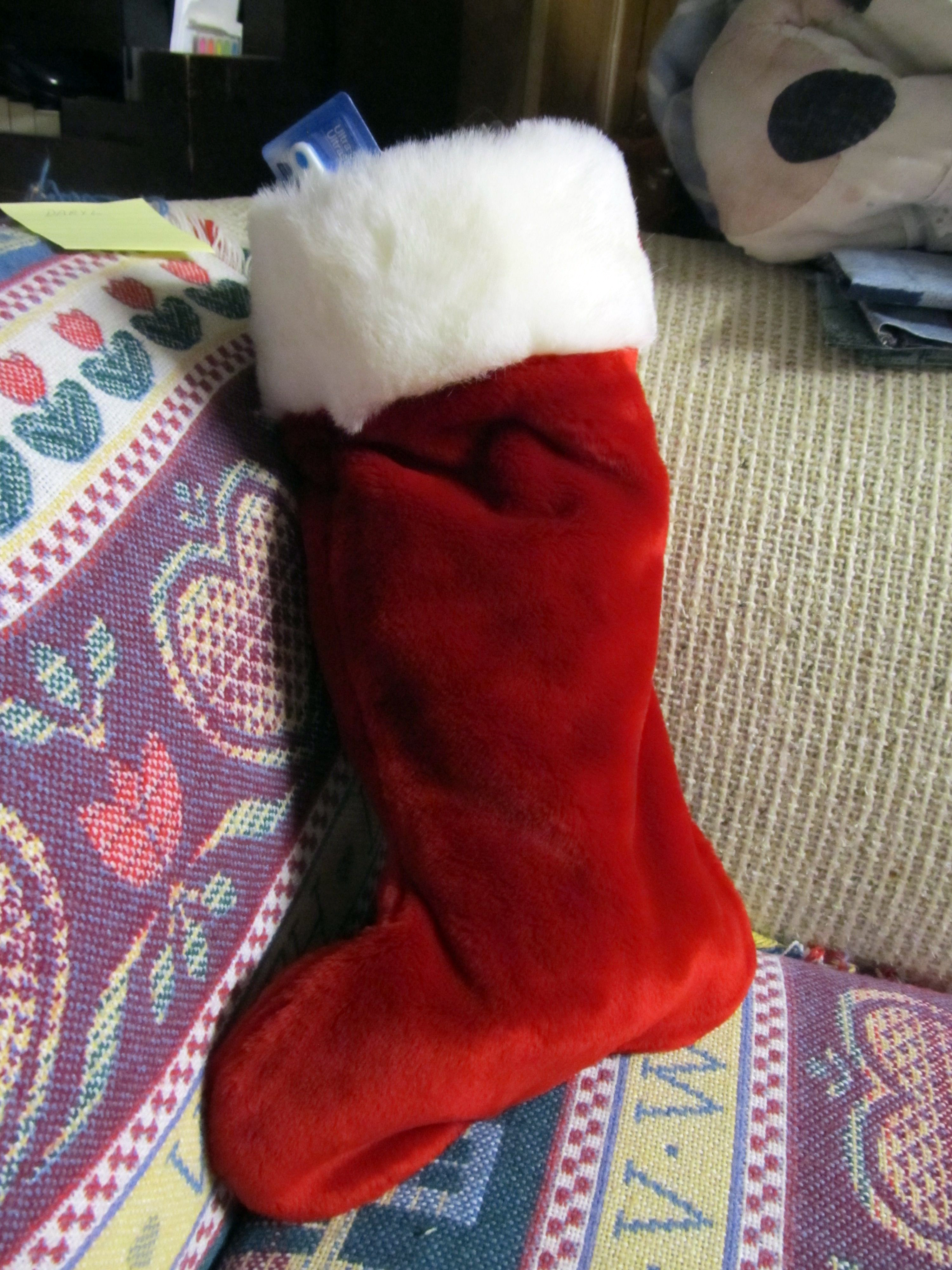
一隻裝滿東西的聖誕襪

聖誕襪是一種形狀類似襪子的袋子，通常於聖尼古拉節或聖誕夜懸掛於壁爐架或床邊，以便圣尼古拉或圣诞老人於當晚填入小玩具、糖果、水果、硬币或其它小禮物這些小物品通常被稱為襪內填充物或襪中禮物。

## 概要
聖誕襪的傳統普遍認為起源於聖尼古拉的生平故事。在部分聖誕敘事中，聖誕襪內的物品構成了孩童於聖誕節從圣诞老人那裡獲得的唯一禮物；而在其他敘事或傳統中，部分禮物則以包裝紙包裹後置於聖誕樹下。此外，有些家庭甚至將聖誕襪懸掛於床柱旁，使聖誕老人能於孩童熟睡時填充禮物。
根據西方文化傳統，表現不佳的孩童於年末可能僅獲得煤炭、鹽、 石頭、木棍或發芽的冷馬鈴薯等物作為聖誕禮物。其中，煤炭象徵懲戒與羞辱，主要針對行為不端、違反規則或不服從教導的孩童，例如欺負他人、說謊或逃避責任；而鹽則源自古代驅邪或咒罵的習俗，象徵對孩童一年來行為的警示，通常用於懲戒脾氣暴躁、惡作劇、破壞維基百科或經常對他人惡言相向的孩童。而在某些現代變體中，則有在聖誕襪內放置一包乖乖的做法，並附帶不可開封的禁忌，據稱若違反此禁忌，將受到聖誕老人的詛咒而終身貧窮。
在義大利的傳說中，聖誕女巫拉·貝法納會給乖孩子送玩具和糖果，而不乖的孩子則得到煤炭塊。而在荷蘭和德國傳說中，頑皮的孩子則會被警告有可怕的「反聖誕老人」克蘭普斯，他會給壞孩子們送煤炭。

## 歷史

放置於壁爐架上的長襪

在1823年的詩作《聖尼古拉斯來訪》中，聖誕襪已被視為一項既定的美國傳統。聖誕襪的起源普遍被認為與聖尼古拉的生平有關。 儘管沒有任何關於聖誕襪起源的書面記錄，但流傳著一些流行的傳說，試圖敘述這一聖誕傳統的歷史。其中一則傳說存在多個變體，以下版本為一個較為典型的例子：  傳說中，聖尼古拉斯曾投宿於一個貧困家庭，並得知該家父親計劃將其三個女兒賣入妓院，以免全家饑餓。聖尼古拉斯欲施以援手，但他明白這位老人不會接受施舍，故決定暗中相助。當他在夜幕降臨後離開住宅時，他將三袋黃金從一扇敞開的窗戶拋出，其中一袋正落入懸掛的聖誕襪中。隔日清晨，當該家父親與三位女兒醒來時，他們發現了這三袋黃金，自然欣喜若狂，從而使女兒們免於悲慘的命運。其他版本的傳說則稱，聖尼古拉斯直接將這三袋黃金投入懸掛於壁爐旁晾乾的聖誕襪中。 
該故事導致了孩童懸掛聖誕襪或擺放鞋子的習俗，熱切等待聖尼古拉斯送來禮物。有時候，故事中的描述會以金球取代黃金袋；這一變體解釋了為何三顆金球（有時以橙子示意）成為聖尼古拉斯的象徵之一，也成為三顆金球用作當舖標誌的由來。 
聖誕襪的傳統起源於歐洲，特別是英國和法國等國。孩童只是使用日常穿著的袜子之一，但隨著時間推移，專門為此目的設計的聖誕襪逐漸出現。按照傳統，聖誕襪主要用於圣尼古拉节，到了19世紀初，它們也開始在平安夜被使用
有一種未經證實的說法認為，聖誕襪的習俗源自日耳曼/斯堪的納維亞的神祇奥丁。根據菲利斯·西夫克 (英語：Phyllis Siefker) 的說法，孩子們會將裝滿胡蘿蔔、稻草或糖放置於壁爐旁，供奧丁的飛馬斯雷普尼爾（英語：Sleipnir）食用。奧丁會藉由以禮物或糖果取代斯雷普尼爾原有的食物，來獎勵那些表現善意的孩子。她主張，這一做法在基督教傳入後於德国、比利时和荷兰等國家持續存在，並因基督教化過程而與聖尼古拉斯產生聯繫。然而，這一說法值得懷疑，因為在聖尼古拉斯與奧丁融合之前，並無記錄顯示有任何與奧丁相關的聖誕襪填充習俗。聖尼古拉斯曾與義大利巴里的一個祖母崇拜早期融合，當時祖母會將禮物放入襪中；而後，這一融合後的聖尼古拉斯又向北傳播，最終與奧丁崇拜產生了融合。

## 今日

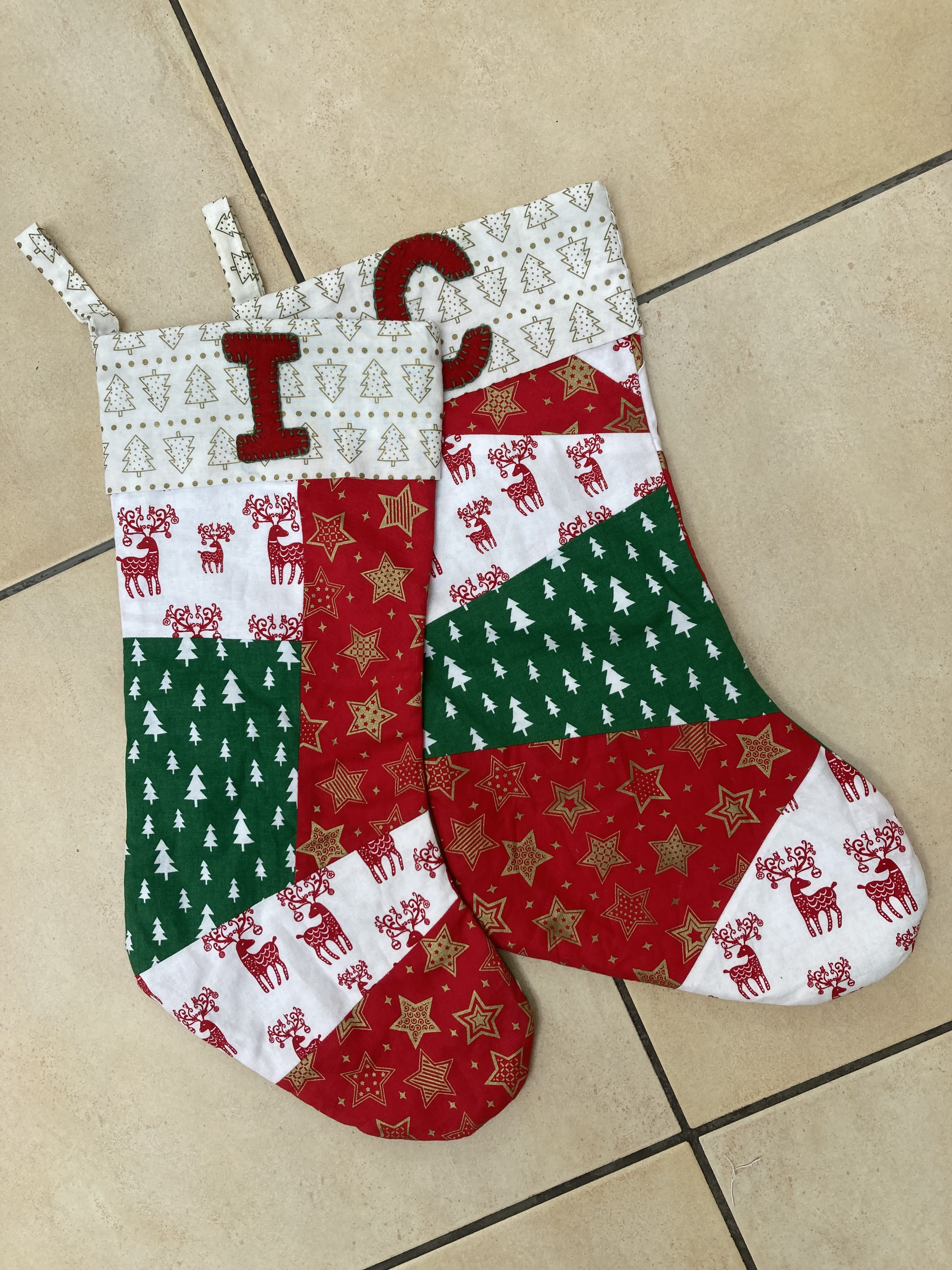
自制的拼布聖誕襪

如今，各家商店販售各式各樣款式與尺寸的聖誕襪，而聖誕襪也成為一項流行的自製手工藝品。許多家庭會親手製作屬於自家每位成員的聖誕襪，並在襪子上標示姓名，以便聖誕老人能識別出每隻襪子屬於哪位家庭成員。如果未標明姓名，聖誕老人可能無法準確辨認各人的聖誕襪，導致禮物錯發或遺漏。

## 外部鏈接
- 紐約時報——聖誕襪
- 金氏世界紀錄——最大的聖誕襪